# Meisterdetektiv Pikachu
Meisterdetektiv Pikachu (jap. 名探偵ピカチュウ, Meitantei Pikachu) ist ein Videospiel der Pokémon-Reihe aus dem Adventure-Genre. Das Spiel wurde von Creatures, Inc. für den Nintendo 3DS entwickelt, von The Pokémon Company veröffentlicht und von Nintendo vertrieben. In dem Spiel steuert der Spieler Tim Goodman, der sich mit Detektiv Pikachu zusammentut, um verschiedene Verbrechen aufzudecken.
Erstmals erschien das Spiel als Meisterdetektiv Pikachu: Entstehung eines neuen Duos (jap. 名探偵ピカチュウ 〜新コンビ誕生〜, Meitantei Pikachu ~Shin Konbi Tanjō~) am 3. Februar 2016 ausschließlich in Japan. Eine erweiterte Version des Spiels unter dem Namen Meisterdetektiv Pikachu erschien im März 2018 weltweit.
Eine Realverfilmung des Spiels unter dem Namen Pokémon Meisterdetektiv Pikachu kam am 9. Mai 2019 in die deutschen und am darauffolgenden Tag in die US-amerikanischen Kinos.
Am 6. Oktober 2023 erschien die Fortsetzung Meisterdetektiv Pikachu kehrt zurück für Nintendo Switch.

## Spielmechanik
Meisterdetektiv Pikachu spielt in Ryme City, einer fiktiven Stadt im Pokémon-Universum. Im Spiel steuert man Tim Goodman, dessen Vater verschwunden ist. Zusammen mit Meisterdetektiv Pikachu, einem sprechenden Pikachu, das nur Goodman verstehen kann, macht er sich auf die Suche nach seinem Vater.
In Meisterdetektiv Pikachu spielt der Spieler die Rolle eines Detektivs und muss verschiedene Rätsel lösen. Dabei wird in jedem Kapitel eine große Aufgabe verfolgt, die die Gesamtgeschichte vorantreibt. Dabei muss er Menschen und Pokémon befragen, um Anhaltspunkte zu sammeln. Aus diesen Anhaltspunkten muss der Spieler Schlussfolgerungen ziehen, um Fragen oder Aufgaben zu lösen. Gelegentlich muss der Spieler durch Quick-Time-Events, also durch das rechtzeitige Drücken von angezeigten Tasten, die Zwischensequenzen vorantreiben.

## Entwicklung und Veröffentlichung
Die Entwicklung des ursprünglichen Spiels Meisterdetektiv Pikachu: Entstehung eines neuen Duos begann im Sommer 2013. Anfang Oktober 2013 wurde das Spiel vom CEO von The Pokémon Company Tsunekazu Ishihara während einer Folge der japanischen Fernsehsendung The Professionals angekündigt. Später 2013 registrierte Nintendo ein Trade Mark für den Namen „Meisterdetektiv Pikachu“. In frühen Versionen des Spiels bekämpfte Detektiv Pikachu noch zusammen mit dem Spieler ein blaues Pikachu.
Am 3. Februar 2016 veröffentlicht Nintendo die ursprüngliche Version des Spiels unter dem Namen Meisterdetektiv Pikachu: Entstehung eines neuen Duos, die nur drei Kapitel enthält. Diese Version war ausschließlich im japanischen Nintendo eShop des Nintendo 3DS digital erhältlich. Am 12. Januar 2018 wurde diese Version des Spiels aus dem Nintendo eShop genommen und am selben Tag wurde bekanntgegeben, dass eine neue Version des Spiels unter dem Namen Meisterdetektiv Pikachu am 23. März 2018 erscheinen soll. Diese Version enthält neun Kapitel, statt der ursprünglichen drei in der japanischen Version.
In einer Pressekonferenz am 29. Mai 2019 kündigte The Pokémon Company einen Nachfolger von Meisterdetektiv Pikachu für die Nintendo Switch an, der das offene Ende des Spiels aufgreift und weiterführt.

## Rezeption

### Rezensionen
Meisterdetektiv Pikachu erhielt überwiegend gemischte bis gute Rückmeldungen. So erreichte es auf Metacritic eine aggregierte Wertung von 71 von 100 Punkten.
Gelobt wurde Meisterdetektiv Pikachu vor allem für die lebhafte Spielwelt, die fesselnde Geschichte und die für den Nintendo 3DS hervorragende Grafik. Kritisiert wurden das Spiel vor allem für den niedrigen Schwierigkeitsgrad, eine fehlende deutsche Sprachausgabe und die zu simplen Quick Time Events.

„Meisterdetektiv Pikachu konnte bei mir weniger mit den simplen Rätseln, dafür aber mit Spielwelt und Story punkten. Die Geschichte um das Verschwinden von Tims Vater startet zwar langsam, nimmt aber ab dem dritten Kapitel an Fahrt auf. Es ist auch erfrischend, zur Abwechslung einmal Taschenmonster friedlich in ihrer natürlichen Umgebung anzutreffen und dabei nicht wie normalerweise in den Hauptspielen der Reihe direkt in einen Kampf verwickelt zu werden.“

„In all der Zeit […] ist mir aber niemals ein dermaßen charmantes Pikachu über den Weg gelaufen. Als Meisterdetektiv schafft es der kleine Kultnager nicht nur, mein Interesse an einem sonst eher lockeren Abenteuer wachzuhalten, dieses Pikachu spielt auch gekonnt mit den Schrullen der eigenen Serie. Eingebettet in eine hervorragend gestaltete Software auf technischem 3DS-Topniveau, entsteht so ein hochqualitativer Vertreter seiner Zunft, der zwar spielerisch wenig bietet, das aber durch seine Persönlichkeit wettmacht.“

### Verkaufszahlen
Die ursprüngliche Version Meisterdetektiv Pikachu: Entstehung eines neuen Duos konnte sich im japanischen eShop des Nintendo 3DS 27.220 Mal verkaufen. Laut der NPD Group, einem amerikanischen Marktforschungsinstitut, war Meisterdetektiv Pikachu das meistverkaufte Nintendo-3DS-Spiel im März 2018. Außerdem war das Spiel während Juni und Juli 2018 unter den zehn meistverkauften Nintendo-3DS-Spielen.

## Realverfilmung
Mit Pokémon Meisterdetektiv Pikachu kam am 9. Mai 2019 eine Realverfilmung des Spiels in die deutschen Kinos. In Amerika kam der Film dagegen erst am 10. Mai in die Kinos. Der Film ist die erste Realverfilmung von Pokémon. Die Rolle des Tim Goodman wird von Justice Smith gespielt. Meisterdetektiv Pikachu wird von Ryan Reynolds gesprochen und seine Gesichtsausdrücke werden über Motion Capture auf Meisterdetektiv Pikachu übertragen. Regisseur des Films ist Rob Lettermann.
Dass eine Realverfilmung von Pokémon erscheinen soll, wurde erstmals im April 2016 bekannt, als sich Warner Bros., Sony und Legendary Pictures um die Rechte, den Film zu produzieren, stritten. Am 20. Juli 2016 wurde schließlich angekündigt, dass der Film eine Realverfilmung des Spiels Meisterdetektiv Pikachu sein wird und von Legendary Pictures produziert wird. Am 12. November 2018 wurde der erste Trailer zum Film veröffentlicht und erstes Filmmaterial gezeigt.